# 吉元ますめ
吉元 ますめ（よしもと ますめ）は、日本の漫画家。女性。新潟県五泉市出身。2003年「第6回にいがたマンガ大賞」において、「吉元マスメ」名義よる「「ハートについて考えてみる」で中学・高校生部門の優秀作品賞（魔夜峰央賞）を受賞。
2016年4月には『コミックフラッパー』連載作『くまみこ』がTVアニメ化されている。

## 作品リスト
- くまみこ（メディアファクトリー・『コミックフラッパー』2013年5月号 - 2024年1月号、全20巻）
- イモムシのおよめさん（エンターブレイン・『Fellows!』 volume10 - volume14、全5話）
- 押入れのわらしさん（メディアファクトリー・『コミックフラッパー』、全3巻）
- 魔法少女おまつ（講談社・『ヤングマガジンサード』、全2巻）
- ほのぼの異世界転生デイズ 〜レベルカンスト、アイテム持ち越し! 私は最強幼女です〜（KADOKAWA・『ComicWalker』2021年1月24日 - 連載中、既刊7巻）